# Johannes Rehmke
Johannes Rehmke (* 1. Februar 1848 in Hainholz bei Elmshorn; † 23. Dezember 1930 in Marburg) war ein deutscher Philosoph und Universitätsprofessor.

## Leben
Johannes Rehmke war der zweite Sohn des Volksschullehrers Hans Hinrich Rehmke und dessen Frau Margarete geborene Engelbrecht. Nach erstem Unterricht beim Vater besuchte er die Rektorschule in Uetersen und dann das Gymnasium Christianeum in Altona. 1867 ging er zum Studium nach Kiel, ein Jahr darauf nach Zürich zu Alois Emanuel Biedermann. Mit der Arbeit Hartmann's Unbewußtes auf die Logik hin kritisch beleuchtet wurde Rehmke 1873 in Zürich promoviert. Seine Habilitation erfolgte 1884 in Berlin mit der Abhandlung Die Welt als Wahrnehmung und Begriff.
Rehmke erhielt 1885 eine außerordentliche Professur an der Universität Greifswald, 1887 wurde er dort zum ordentlichen Professor ernannt. Im Jahre 1898 amtierte er als Rektor der Universität. Mit dem von ihm vertretenen „Greifswalder Objektivismus“ setzte sich Rehmke von der damals dominanten Schule des Neu-Kantianismus ab. G. E. Moore, einer der Begründer der Analytischen Philosophie, war von ihm beeinflusst.
Nach seiner Zwangsemeritierung 1921 hielt er Vorlesungen in Marburg. Zu seinen bedeutendsten Schülern zählten der bulgarische Philosoph Dimitri Michaltschew, der rumänische Philosoph Mircea George Florian, die Philosophen  Johannes Erich Heyde und Sophus Hochfeld sowie der evangelische Theologe Friedrich Karl Schumann.
Die Publizistin und Frauenrechtlerin Helene Stöcker schrieb über einen Vortrag, den sie in Greifswald zum Thema Frauenemanzipation hielt: „In dem konservativen Pommern, in Greifswald, war der Philosoph Professor Johannes Rehmke erfreulicherweise so von Sympathie für die von mir vertretenen Anschauungen erfüllt, dass er nach einer bewegten Diskussion die Anwesenden zum Schluss der Versammlung zu einem begeisterten Hoch auf mich aufrief.“
In seinem Geburtsort Elmshorn ist eine Straße nach Rehmke benannt.

## Auszeichnungen
- Roter Adlerorden 4. Klasse im Jahre 1905
- Geheimer Regierungsrat im Jahre 1908
- Preußischer Kronenorden 3. Klasse im Jahre 1911
- Ernennung zum Ehrenbürger der Stadt Greifswald im Jahre 1923

## Veröffentlichungen (Auswahl)
- Die Welt als Wahrnehmung und Begriff. Eine Erkenntnisstheorie. Berlin 1880.
- Unsere Gewissheit von der Aussenwelt. Ein Wort an die Gebildeten unserer Zeit. Heilbronn 1894.
- Außenwelt und Innenwelt, Leib und Seele. Greifswald 1898.
- Philosophie als Grundwissenschaft. Leipzig/Frankfurt am Main 1910.
- Das Bewusstsein. Heidelberg 1910.
- Zur Lehre vom Gemüt. Eine psychologische Untersuchung. 2., umgearbeitete Auflage, Leipzig 1911.
- Die Willensfreiheit. Leipzig 1911.
- Die Seele des Menschen. 4., völlig umbearbeitete Auflage, Leipzig 1913.
- Grundriss der Geschichte der Philosophie. 3. Auflage, Leipzig 1921. Neu herausgegeben und fortgeführt von Friedrich Schneider: Bonn 1959.
- Johannes Rehmke. Selbstdarstellung seiner Philosophie. Leipzig 1921.
- Logik oder Philosophie als Wissenslehre. 2., durchgesehene Auflage, Leipzig 1923.
- Gemüt und Gemütsbildung. 2., umgearbeitete Auflage, Langensalza 1924.
- Ethik als Wissenschaft. Ein Vortrag. 3., durchgesehene Auflage, Greifswald 1925.
- Anmerkungen zur Grundwissenschaft. 2., unveränderte Auflage, Leipzig 1925.
- Grundlegung der Ethik als Wissenschaft. Leipzig 1925 (Digitalisat).
- Lehrbuch der allgemeinen Psychologie. 3., verbesserte Auflage, Leipzig 1926.
- Das Wollen. Vortrag anlässlich der Hauptversammlung der Johannes-Rehmke-Gesellschaft am 3. Oktober 1925 in Berlin. Greifswald 1926.
- Der Mensch. Leipzig 1928.
- Gesammelte philosophische Aufsätze. Erfurt 1928.